# لغة عونغوتا
لغة عونغوتا أو بيرالي (اسمها بالغة نفسها "إِيفَ عَُنْگَُتَ") لغة في جنوب إثيوبيا. لم يتبق إلا 8 يتكلمونها ا، فسكان عونغوتا الآخرون أخذوا يتكلمون بلغة الصاماكو [الإنجليزية] بدل لغة أجدادهم. تبدو أنها من اللغات الأفرو-آسيوية. لكن هذا لم يتأكد بعد.

## مواقع
- الإثنولوغ (إنجليزي)
- قاموس 200 كلمة (إنجليزي)